# Martinez (California)
Martinez è una città e capoluogo di contea della contea di Contra Costa, in California.
La città, con una popolazione di 37.567 abitanti, possiede un centro storico con antichi edifici in buone condizioni.
Possiede una raffineria di petrolio della multinazionale Shell.

## Amministrazione

### Gemellaggi
- Dunbar